# 久留米站
久留米站（日语：〔〕／ Kurume eki */?）是位於日本福岡縣久留米市城南町，屬於九州旅客鐵道（JR九州）的鐵路車站，本站是久留米市的主要車站，也是JR九州的直營車站。

## 簡介
本站原本是JR九州所屬的兩條在來線路線，鹿兒島本線與久大本線的分歧車站與後者的起點站。2011年時九州新幹線全線通車，本站也同步升級成為新幹線與在來線的轉乘車站。
此站地處久留米市中心繁華區稍微靠西的位置，在其東方約2公里處，尚有一屬於西日本鐵道的車站西鐵久留米車站。為了區別原本應該將JR九州所屬的久留米車站稱為「JR久留米」，但由於久留米市區內也只有這兩個大車站，因此在地的民眾通常只是直接稱呼其為「JR」以作為區別。
在2004年九州新幹線新八代至鹿兒島中央局部路段通車時，北段博多至新八代之間的路段，是以行駛在鹿兒島本線上的L特急列車「接力燕」作為接駁，而本站也是該列車的停車站之一。九州新幹線全線通車後接力燕的班次取消，並以新幹線列車「燕」與「櫻」取而代之，其中燕號與櫻號全班次皆有停靠久留米。最速達等級的山陽、九州新幹線直通列車「瑞穗」則有部分班次停靠。
在1987年日本國鐵分割民營化時，站內的貨運站也曾經一度劃屬日本貨物鐵道（JR貨物）管理經營。但2006年時鳥栖貨物總站啟用，所有原本停靠本站的貨運列車全部廢班，JR貨物所屬的久留米車站也在當年廢站，不再提供貨運服務。

## 車站構造

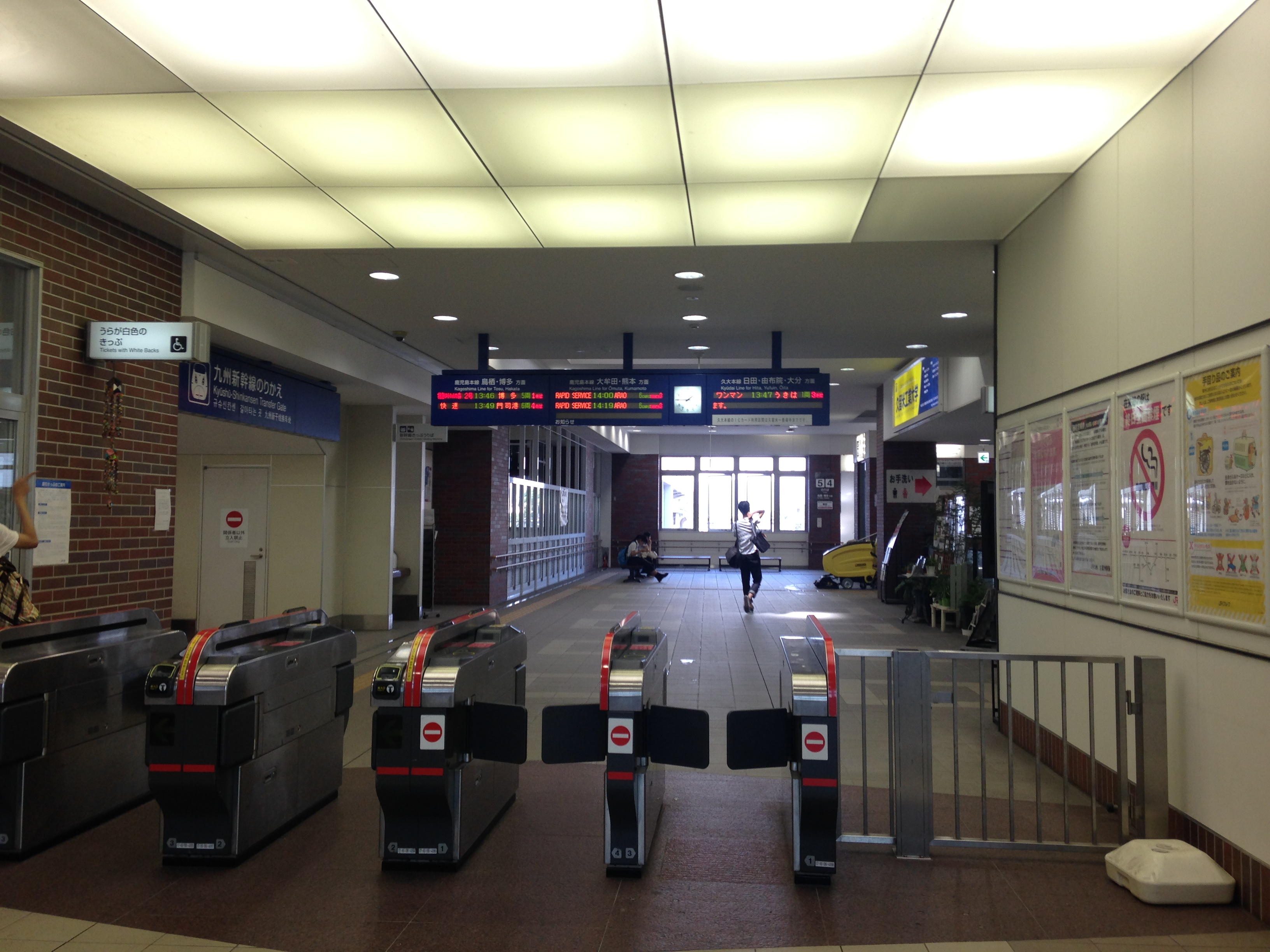
在來線的驗票閘口(2016年7月)

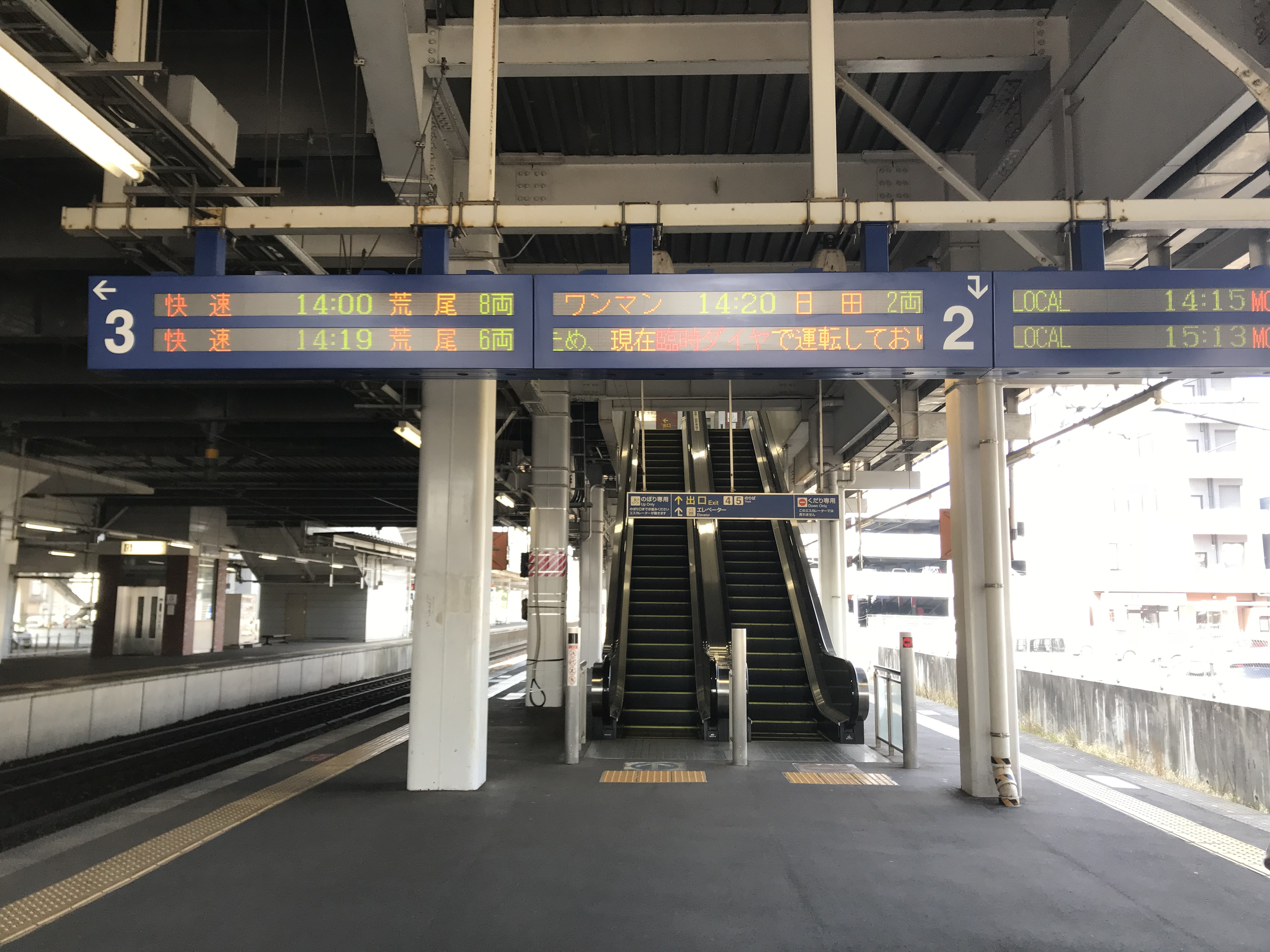
1號與3號月台(2018年3月)

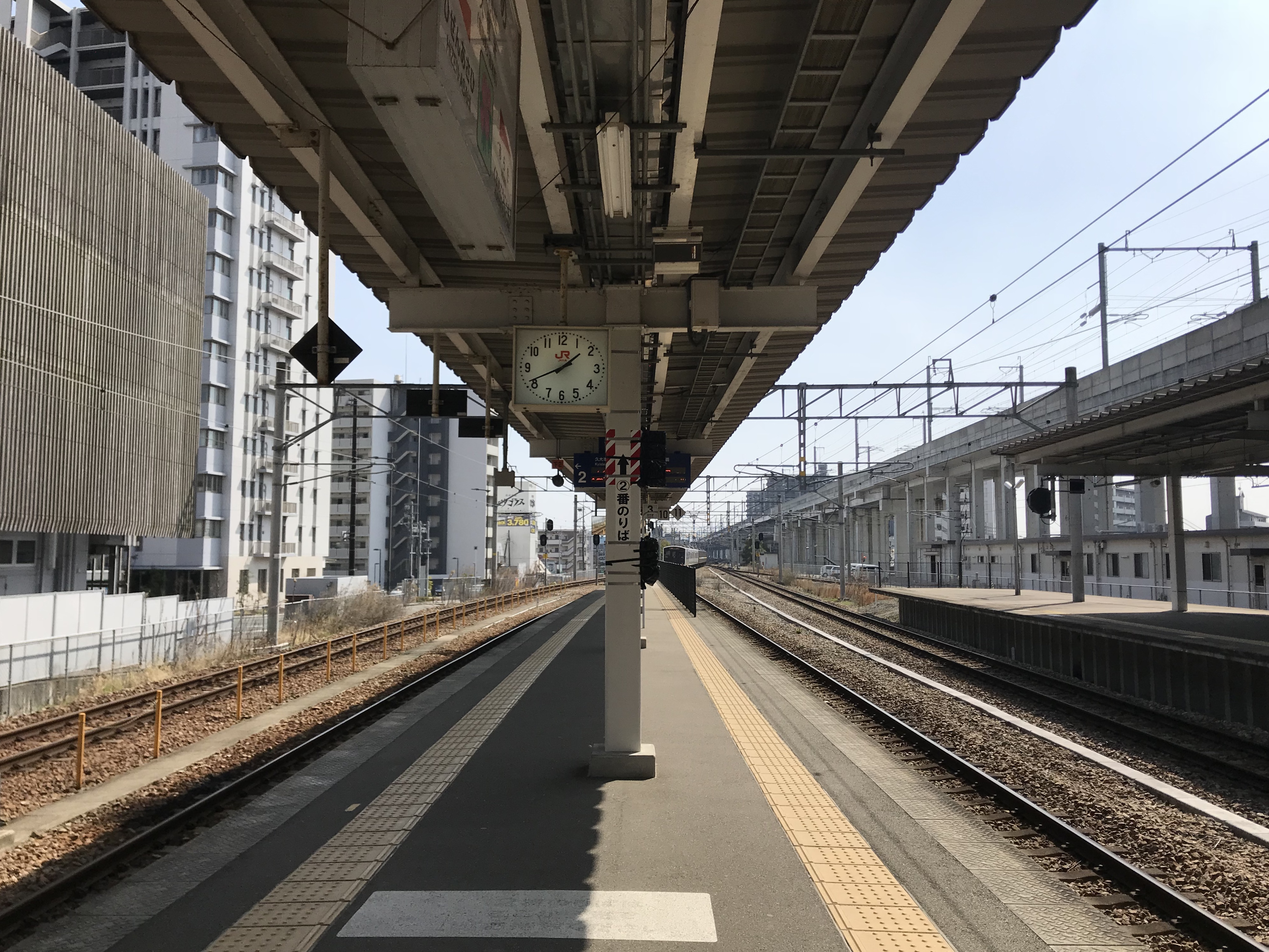
2號月台(2018年3月)

新幹線的久留米車站為對向式月台2面2線的高架車站，月台内沒有設置通過線，為安全起見而設有月台閘門。在來線則為島式月台2面4線與切欠式月台1面1線，合計3面5線的地面車站。

### 月台配置
| 月台 | 路線       | 方向 | 目的地               | 備註                       |
| ---- | ---------- | ---- | -------------------- | -------------------------- |
| 1、3 | 鹿兒島本線 | 下行 | 大牟田、熊本方向     |                            |
| 1、3 | ■久大本線  | -    | 日田、由布院方向     | 一部分5號月台              |
| 2    | ■久大本線  | -    | 日田、由布院方向     | 一部分5號月台              |
| 4・5 | 鹿兒島本線 | 上行 | 博多、小倉方向       | 此站始發有一部分1、3號月台 |
| 11   | 九州新幹線 | 上行 | 博多、新大阪方向     |                            |
| 12   | 九州新幹線 | 下行 | 熊本、鹿兒島中央方向 |                            |

## 車站便當
- 九州雞肉飯（かしわめし，久留米中央軒）
- 久留米故鄉便當（くるめふるさと弁当，久留米中央軒）
- 肉飯（久留米中央軒）

## 車站周邊
- 久留米市役所
- 久留米城遺址
- 久留米大學
- 久留米大學附設醫院
- 國道264號

### 巴士路線
經營久留米車站客運路線的主要是西鐵巴士（西鉄バス）與堀川巴士（堀川バス）兩家客運公司。2011年3月新幹線通車，配合車站東口的再開發公車站牌全移至站前圓環內。JR久留米車站與位在市中心的西鐵久留米之間有接駁班車行駛，兩站之間車程約10分鐘。

## 历史

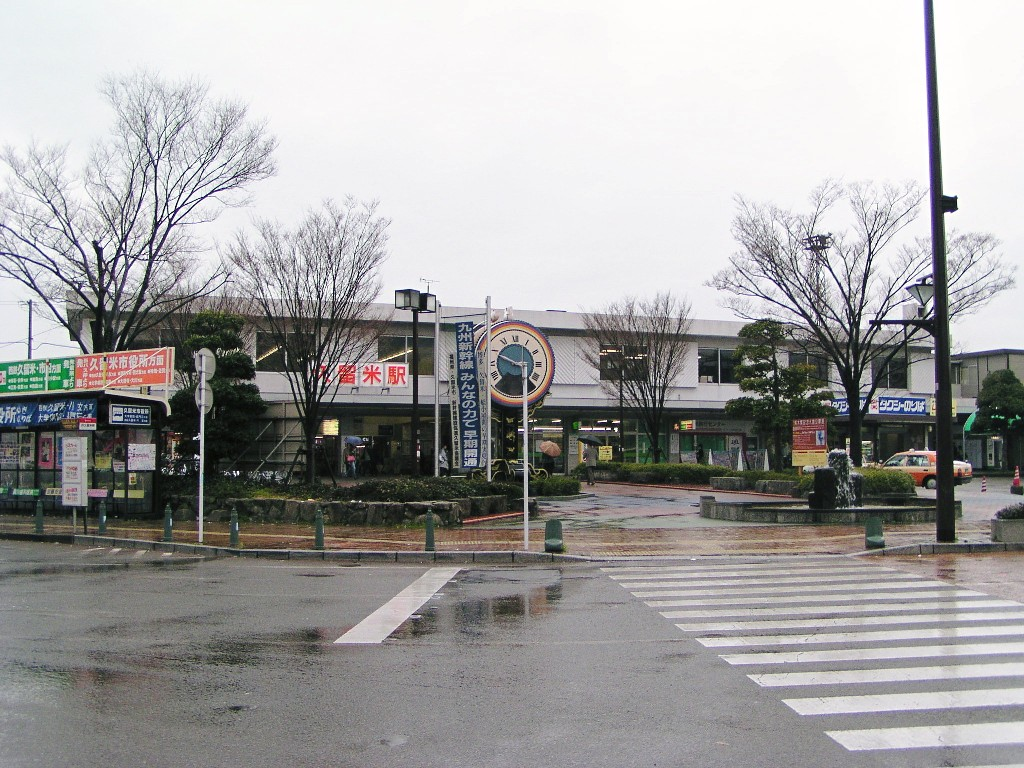
改建前的舊站房(2005年3月)

- 1890年（明治23年）3月1日：以九州鐵道所屬車站之姿啟用。
- 1907年（明治40年）7月1日：九州鐵道被國有化，本站由日本國有鐵道（日本國鐵）接手經營。
- 1928年12月24日：久大線本站至筑後吉井之間開通，此站啟用[1][2][3]。
- 1965年（昭和40年）：開始飼養孔雀，並成為本站有名的事物。
- 1986年（昭和61年）11月1日：停辦行李託運業務。
- 1987年（昭和62年）4月1日：國鐵分割民營化，本站由JR九州及JR貨物接手經營。
- 2006年（平成18年）
  - 3月18日：鳥栖貨物總站開業，停發貨運列車。
  - 4月1日：JR貨物站區停用，本站停辦貨運業務。
  - 11月26日：受九州新幹線工程影響，本站線路及月台配置變更。
- 2009年（平成21年）3月1日：JR九州智能卡系統SUGOCA啟用。
- 2010年（平成22年）
  - 4月2日：舊站房最後一天服務。
  - 4月3日：新站房啟用。
- 2011年（平成23年）3月12日：九州新幹線開業，本站成為其中一個新幹線與在來線的換乘站。

## 相鄰車站
九州旅客鐵道
九州新幹線
新鳥栖－久留米－筑後船小屋
鹿兒島本線
- 特急「由布」「由布之森」停車站

■快速
鳥栖（JB15）－久留米（JB17）－荒木（JB18）
■區間快速
鳥栖（JB15）－（部分停靠肥前旭（JB16））－久留米（JB17）－荒木（JB18）
■普通
肥前旭（JB16）－久留米（JB17）－荒木（JB18）
■久大本線（由布高原線）
■觀光特急「一六」
博多（00）←久留米（JB17）←浮羽
註1：本站為列車觀光停車站，不設在此乘車。
註2：「金八」號列車為通過站。
■臨時觀光快速「由布院」、■特急「由布院之森」
鳥栖（JB15）→久留米（JB17）- 日田
註1：鳥棲站只限用作下行班次的起趗點站；上行班次到了本站後便會停止服務，不會再駛入鹿兒島本線。
■特急「由布」
鳥栖（JB15）→久留米（JB17）- 筑後吉井
■普通
久留米－久留米高校前

## 外部連結
- JR九州－久留米車站 （页面存档备份，存于）（日語）

33°19′13.4″N 130°30′4.7″E / 33.320389°N 130.501306°E

1. ↑  鐵道院告示第311號「久大線久留米筑後吉井間鐵道運輸營業開始」，日本《官報》第595號，大藏省印刷局：1928年12月20日，第521頁。
2. ↑  曾根悟（日语：曽根悟）（監修）. 朝日新聞出版分冊百科編集部（編集） , 编. . 週刊朝日百科. 27号・豊肥本線／久大本線. 朝日新聞出版. 2010-01-24: 24–25 （日语）.
3. ↑  . 交通新聞 (交通新聞社). 1992-04-30: 2 （日语）.